# Combe du Nanchez
Combe du Nanchez este o arie protejată (sit de importanță comunitară — SCI) din Franța întinsă pe o suprafață de 432 ha, integral pe uscat.

## Localizare
Centrul sitului Combe du Nanchez este situat la coordonatele 46°30′50″N 5°50′54″E / 46.51389°N 5.84833°E.

## Înființare
Situl Combe du Nanchez a fost declarat arie specială de conservare în baza directivei 92/43 din 1992 referitoare la conservarea habitatelor naturale și a faunei și florei sălbatice pentru a proteja 1 specie de plante și 4 specii de animale.

## Biodiversitate
Situată în ecoregiunea continentală, aria protejată conține 13 habitate naturale: Cursuri de apă de la nivel de câmpie la nivel montan, cu vegetație Ranunculion fluitantis și Callitricho-Batrachion, Liziere de ierburi înalte hidrofile de câmpie și de nivel montan până la alpin, Fânețe montane, Turbării active, Mlaștini alcaline, Mlaștini împădurite, Pajiști uscate seminaturale și facies de acoperire cu tufișuri pe substraturi calcaroase (Festuco-Brometalia) (* situri importante pentru orhidee), Pajiști cu Molinia pe soluri calcaroase, turboase sau argilos-nămoloase (Molinion caeruleae), Mlaștini turboase de tranziție și turbării mișcătoare, Ape puternic oligomezotrofe cu vegetație bentonică cu Chara spp., Păduri de fag Asperulo-Fagetum, Păduri acidofile de Picea de la nivel montan la nivel alpin (Vaccinio-Piceetea), Pante stâncoase calcaroase cu vegetație casmofită.
La baza desemnării sitului se află mai multe specii protejate:
- plante (1): Buxbaumia viridis
- amfibieni (1): izvoraș-cu-burta-galbenă (Bombina variegata)
- mamifere (1): râs eurasiatic (Lynx lynx)
- nevertebrate (2): libelule (Leucorrhinia pectoralis), Lycaena helle

Pe lângă speciile protejate, pe teritoriul sitului au mai fost identificate 10 specii de plante, 3 specii de păsări, 5 specii de nevertebrate.